# Heinz Weishaar
Heinz Weishaar (* 25. Juni 1932; † 6. Juli 2019) war ein deutscher Boxtrainer.

## Leben
Weishaar, der als Amateurboxer badischer Meister war, machte eine Bäckerlehre und war später beruflich als Mechaniker tätig. Er gehörte 1953 zu den Mitgründern des Boxrings Blau-Weiß Pforzheim. Er war beim Boxring Blau-Weiß lange als Trainer tätig, darüber hinaus war er baden-württembergischer Verbandstrainer. Zu seinen Schützlingen gehörten Boxer wie der spätere Europameister René Weller, Markus Bott (1993 WBO-Weltmeister), Alexander Künzler, Walter Körper, Harald Körper und Hardy Ansorge. Sechs Boxer wurden unter seiner Leitung deutscher Meister. Weller sagte rückblickend, er habe Weishaar seine „ganze Karriere zu verdanken“. Vom mehrmaligen deutschen Meister Künzler wurde Weishaar als „sehr akkurater Mensch, sehr diszipliniert und detailversessen“ beschrieben. 1996 wurde Weishaar die Bürgermedaille der Stadt Pforzheim verliehen. Nach Einschätzung des Box-Verbandes Baden-Württemberg war Weishaar „einer der erfolgreichsten Trainer in Deutschland“.